# ハートリー・ジャクソン
ハートリー・ジャクソン（Hartley Jackson、1980年4月17日 - ）は、オーストラリアの男性プロレスラー。血液型A型。

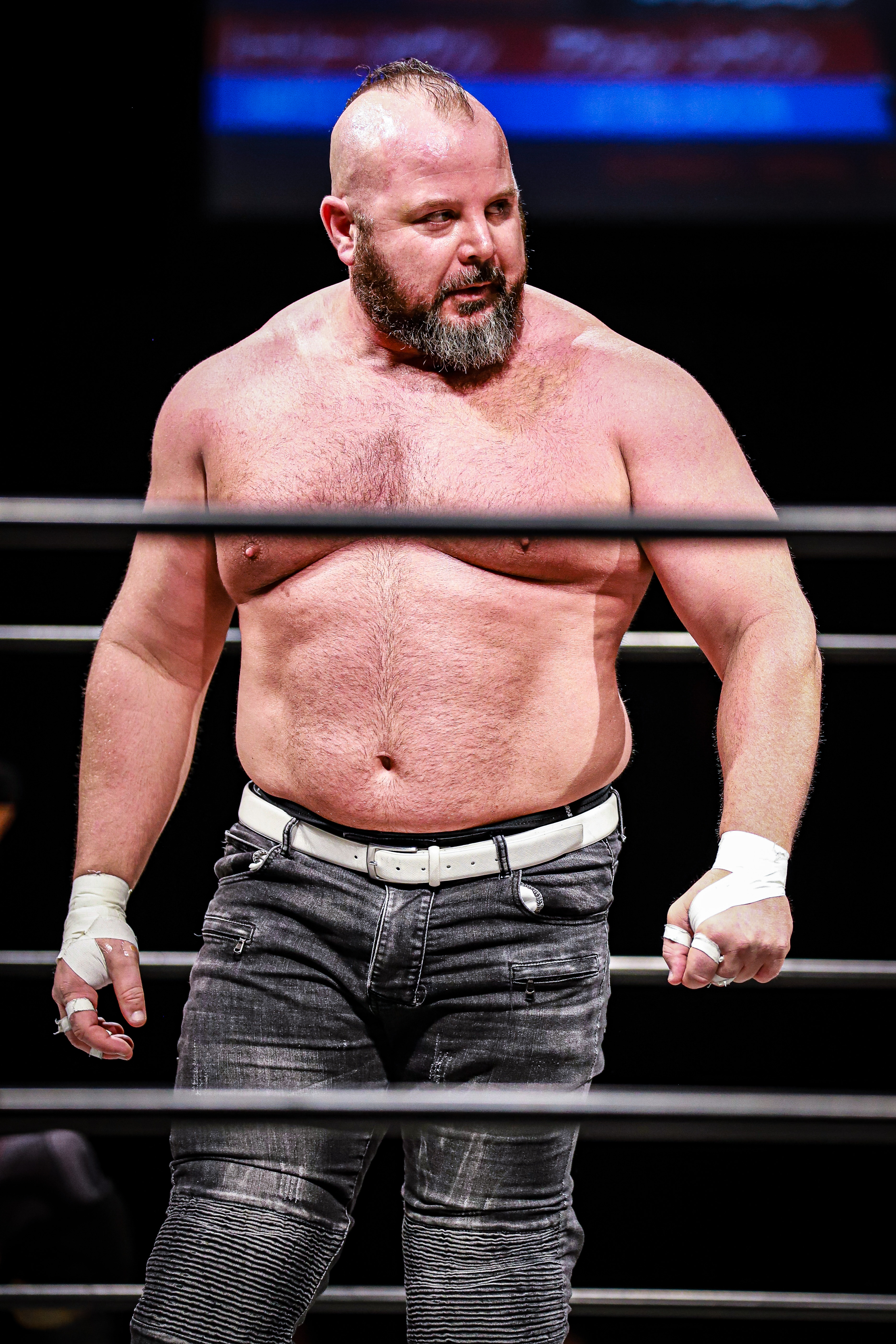
2023.04.16 GLEAT新木場大会 Hartley Jackson選手

## 来歴
1999年
- 10月4日、ブルース・ミルズ戦でデビュー。

2005年
- アメリカに渡り新日本プロレスLA道場に入門。

2006年
- 7月2日、新日本プロレス後楽園ホール大会に初来日。マイキー・ニコルスとのタッグで稔（現・田中稔）&後藤洋央紀戦を行う。

2011年
- 2月19日、真霜拳號の返上したNWAユナイテッド・ナショナル・ヘビー級王座をかけてロビー・ハートと対戦し勝利。計10度の防衛をするが植田使徒（現・将火怒）に敗れ陥落。その後も幾度かZERO1に参戦。

2016年
- 10月16日、日本に再来日。ZERO1にレギュラー参戦。VOODOO-MURDERSに加入しTARUとタッグを結成。
- 11月6日、ブッファの持つNWAユナイテッド・ナショナル・ヘビー級王座に挑戦し勝利。

2017年
- 1月14日、TARUとのタッグで田中将斗&ジェームス・ライディーン組を破りNWAインターコンチネンタルタッグ王座を戴冠。

2018年
- 10月、プロレス休業宣言[2]。
- 2018年頃よりWWE傘下のNXTにてコーチを務めており、休業宣言後はコーチ職に専念している。

2020年
- 3月1日、ZERO1後楽園ホール大会にサプライズ登場し、約1年半ぶりに選手として復帰した。

2022年
- 9月3日、ガンバレ☆プロレス成増大会にて今成夢人を破りスピリット・オブ・ガンバレ世界無差別級王座を奪取[3]。

2023年
- 8月23日、GLEAT後楽園ホール大会で鈴木鼓太郎と組み斉藤ジュン、斉藤レイの持つG-INFINITY王座に挑戦も敗れる[4]。

2024年
- 8月15日、新日本プロレス幕張メッセ国際展示場大会にザック・セイバーJr.とのタッグでデビッド・フィンレー＆外道組と対戦し勝利。その後、TMDKに加入[5]。
- 12月23日、新日本プロレス後楽園ホール大会のシングルマッチでジェフ・コブに敗れる[6]。

2025年
- 3月6日、新日本プロレス「旗揚げ記念日」大田区総合体育館大会のタッグマッチで大岩陵平と組みバッドラック・ファレ、チェーズ・オーエンズと対戦も敗れる[7]。

## 得意技
パイルドライバー
デスバレードライバー
ソウルキラー
コブラツイストのような状態に相手を捕獲し、そのまま自分の胸板の上を転がすようにして相手を肩に担ぎ、みちのくドライバーIIのような形で脳天から相手をマットに突き刺す。
ダイビング・エルボー・ドロップ

## 人物
- フィン・ベイラーと交友がある。
- TMDKのトレーナーでもある。
- 主な試合中や試合後のアピールとして「ジャクソン・ナンバーワン！」というフレーズを多用する。

## タイトル歴
EPW
- EPWタッグ

プロレスリングZERO1
- NWAユナイテッド・ナショナル・ヘビー級王座（第12代、第28代）
- NWAインターコンチネンタルタッグ王座（第33代）（パートナーはTARU）
- 火祭り優勝（2020年）

ガンバレ☆プロレス
- スピリット・オブ・ガンバレ世界無差別級王座（第3代）

## 入場テーマ曲
- The Day Is My Enemy / The Prodigy
- Young Punks / Mass Lines

## 出演

### MV
- FLOW「新世界」（2021年）

### バラエティ
- 新日ちゃんぴおん! 不定期出演（2025年-、テレビ朝日）
- ダウンタウンのガキの使いやあらへんで!（2021年8月29日、日本テレビ）

### 映画
- LOVE STORY 2050（2008年、リライアンス・エンターテインメント）- タフガイ役

### ウェブテレビ
- チャンスの時間（2018年7月4日、AbemaTV）